# Henrique Rosa
Henrique Pereira Rosa (Bafatá, 18 de janeiro de 1946 — Porto, 15 de maio de 2013) foi um empresário e político da Guiné-Bissau. Foi presidente da Guiné-Bissau, de 28 de setembro de 2003 a 1 de outubro de 2005.